# 任氏伝
『任氏伝』（じんしでん）は、中国唐の伝奇小説である。作者は沈既済。

## 概要
天宝9年（750年）の出来事として語られる異類婚姻譚。主人公は妖狐であり、任氏の美女に変化して鄭六という人物の妻女になり、夫のために貞節を尽くすが、最期は路傍で犬に追いかけられて噛み殺されるという悲話で終わっている。
後世、翻案された小説を多く見ることが出来る。
作者の沈既済は蘇州呉県の出身。子の沈伝師が代宗の大暦4年（769年）に生まれており、そこから類推すると、玄宗の天宝年間に生まれ、大暦末年から徳宗の貞元年間にかけて中晩年期を過ごしたと考えられる。安史の乱と楊貴妃の死は、沈既済の青年時代に起った事件。小説に大きく関わった史学者。

## あらすじ
鄭六は武術の心得があったが、今は身を持ち崩していた。あるとき、任氏という美人に誘惑されて一夜の契りを結んだ。翌日、町の人から彼女は狐だと知らされたが、美人だったのであきらめきれず、次に町で見かけたとき言い寄った。任氏は正体がばれているので逃げようとしたが、鄭六がそれでも構わないというので妻になった。その後、任氏は未来予知の能力を発揮し、鄭六を金持ちにした。やがて、鄭六は武術の力を買われ、西方の地方官庁に任官することになった。任氏は方角が悪いといって辞退したが、鄭六は何とか説得して旅に出た。その途中、猟犬を見た任氏は狐の正体を現し、猟犬に追いかけられて食い殺されてしまったのである。

## 所収
- 魯迅『唐宋傳奇集』北新書局、1927年。doi:10.11501/1136083。NDLJP:1136083。[6]。
- 汪辟疆 校録 『唐人小説』 1955年 古典文学出版社（上海）。
- 六朝・唐・宋小説選 前野直彬 訳 1970年 『一〇 任氏の物語』 平凡社 中国古典文学大系 24 ISBN 978-4582312256 p.164-171。日本語訳。
- 唐宋伝奇集 上 『4 妖女任氏の物語―任氏伝』 今村与志雄 訳 1988年 岩波文庫 ISBN 978-4003203811、p.33-53。日本語訳。
- 内田泉之助、乾一夫 著、波出石実 編 『唐代伝奇 新版』 《新書漢文大系》10 2002年 明治書院 ISBN 978-4625663192。訓読・解釈を収録。
- 黒田真美子 著、竹田晃 編 『中国古典小説選』 5 《唐代Ⅱ》 2006年 ISBN 978-4625663468。原文・訓読・日本語訳を収録。
- 井波律子 訳『中国奇想小説集』2018年 平凡社 ISBN 978-4582837896 日本語訳。